# Lucien Mettomo

Lucien Mettomo (Douala, 19 de abril de 1977) é um ex-futebolista camaronês, que atuou como defensor.

## Carreira
Esteve na Copa de 2002, como reserva. Em clubes, estreou em 1995, no Tonnerre Yaoundé. Jogou também por Saint-Étienne, Manchester City, Kaiserslautern, Kayseri Erciyesspor, Luzern e Southampton (não disputou nenhuma partida).
Mettomo encerrou a carreira em 2009, após o fim do contrato com o Veria, equipe grega que defendia desde 2008.

## Títulos

#### Camarões
- Copa das Nações Africanas: 2002
- Copa das Confederações de 2003: Vice-campeão